# Réserve nationale Isla Mocha
La réserve nationale Isla Mocha est une réserve naturelle située sur l'île Mocha, dans la province d'Arauco, région du Biobío, au Chili. Située dans la partie centrale de l'île, elle occupe 45 % de la superficie de l'île